# 209e division de fusiliers
Pour les articles homonymes, voir 209e division.
La 209e division de fusiliers (russe : 209-я стрелковая дивизия) est une division d'infanterie de l'Armée rouge créée pendant la Seconde Guerre mondiale.
Après sa création en octobre 1941 au sein du front de Transbaïkalie, elle sert dans un secteur tranquille, rattachée à la 36e armée. En juillet 1945, à la veille de l'invasion soviétique de la Mandchourie, elle est transférée à la 17e armée, toujours au sein du front de Transbaïkalit. Cette armée est au deuxième échelon des forces d'invasion et voit très peu de combat mais la division a néanmoins reçu un titre honorifique après la bataille. Elle est dissoute au milieu de 1946.

## Formation
La 209e division de fusiliers commence à se former le 8 octobre 1941 dans les réserves du front du Transbaïkalie, sur la base des ressources locales et du chtat (tableau d'effectifs et de dotation) du 29 juillet 1941, et en décembre elle passe sous le commandement de la 36e armée sur ce front, rejoignant sa « sœur », la 210e division de fusiliers. Une fois formée, son ordre de bataille était le suivant :
- 579e régiment de fusiliers
- 754e régiment de fusiliers
- 770e régiment de fusiliers
- 675e régiment d'artillerie
- 492e groupe d'artillerie automoteur (ajouté en 1945)
- 34e groupe antichar
- 278e compagnie de reconnaissance
- 398e bataillon de sapeurs
- 597e bataillon de transmissions (plus tard 320e compagnie de transmissions)
- 385e bataillon médical/sanitaire
- 197e compagnie de défense chimique (anti-gaz)
- 517e compagnie de transport automobile
- 359e boulangerie de campagne
- 836e hôpital vétérinaire divisionnaire
- 1490e station postale de campagne
- 1490e bureau extérieur de la Banque d'État

Le colonel Vladimir Mikhaïlovitch Akimov est affecté au commandement le 8 octobre 1941 et occupe ce poste jusqu'au 24 février 1942, date à laquelle il est remplacé par le lieutenant-colonel Vassili Stepanovitch Elikhov. Akimov reprend le commandement de la 35e brigade de fusiliers de réserve qu'il avait dirigée avant la 209e et est promu au grade de major-général le 20 décembre avant de reprendre la division le 24 janvier 1943. Pendant toute cette période, la division reste sur ce front inactif au sein de la 36e armée, qui comprend également, dès janvier 1943, les 94e et 210e divisions de fusiliers, la 126e brigade de fusiliers et la 31e région fortifiée.  Au début de 1944, la situation reste la même, bien que l'armée ait reçu en plus les 278e et 298e divisions de fusiliers et un état-major opérationnel de corps de fusiliers (le 86e corps de fusiliers).
Le général Akimov est nommé commandant du 86e corps de fusiliers le 4 avril et est remplacé à la tête de la 209e division par le colonel Vladimir Alexandrovitch Doubovik, qui restera à ce poste pendant toute la durée de la guerre. En mai, les cinq divisions de fusiliers de la 36e armée passent sous le commandement de ce corps, mais un mois plus tard, elles reviennent au statut opérationnel et les divisions revinrent sous le commandement direct de l'armée.  Au début de 1945, le corps a sous commandement les 94e et 298e divisions, mais les 209e, 210e et 278e sont encore des divisions distinctes.

### Invasion soviétique de la Mandchourie

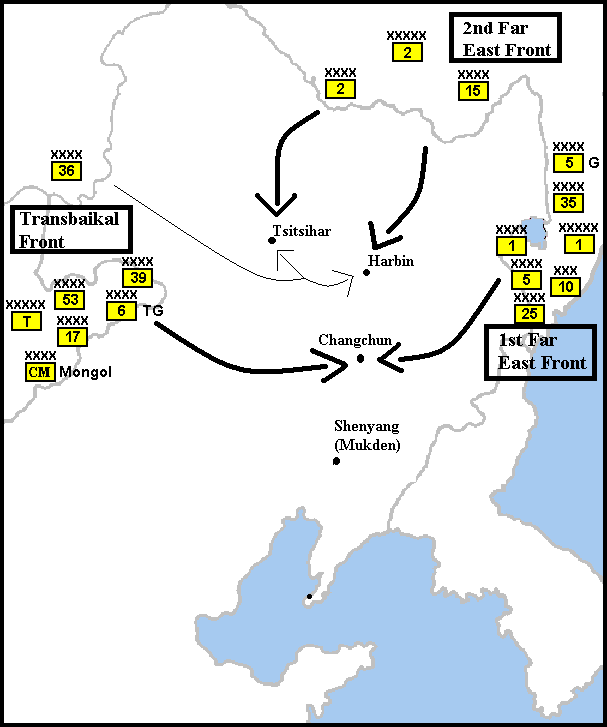
Carte de l'invasion de la Mandchourie. Noter l'emplacement de la 17e armée.

Au moment de la capitulation de l'Allemagne, la 36e armée était toujours dans la même configuration, mais les préparatifs de guerre contre le Japon sont en cours. Le 492e groupe d'artillerie automoteur (12 SU-76) est ajouté à la 209e division pour fournir un appui-feu mobile tous-terrains, étant donné le terrain difficile et pratiquement sans route que l'on trouve en Mandchourie. En juillet, la division est transférée à la 17e armée, toujours sur le front de Transbaïkalie, rejoignant les 278e et 284e divisions de fusiliers. Lorsque l'opération mandchoue est lancée, la 17e armée joue un rôle secondaire sur le flanc ouest des forces d'invasion et connait très peu de combats avant la capitulation japonaise le 20 août .

### Après la guerre
À la suite de la campagne, comme de nombreuses autres formations du front, la 209e division reçoit le titre honorifique de « Khingan » pour son succès dans la traversée de la chaîne de montagnes du Grand Khingan. Le 1er octobre, elle est passée sous le commandement du 85e corps de fusiliers, toujours au sein de la 17e armée. Elle est dissoute avec cette armée au printemps et à l'été 1946.